# الانتخابات التشريعية الإسرائيلية 2019 (أبريل)
الانتخابات الإسرائيلية للكنيست ال 21 عقدت في 9 أبريل 2019م. قبل موعدها الأصلي بسبعة أشهر، تنافس في هذه الانتخابات 47 قائمة سياسية، انسحبت 7 قوائم وخاضت الانتخابات 40 قائمة، وكانت نتيجتها فوز حزب الليكود برئاسة بنيامين نتنياهو بعدد الاصوات الأكثر، مع غالبية لكتل اليمين في الكنيست.

## معطيات عامة
| عدد اصحاب حق الاقتراع | عدد المصوتين | نسبة التصويت العامة | عدد الاصواب الصالحة | عدد الاصوات اللاغية |
| --------------------- | ------------ | ------------------- | ------------------- | ------------------- |
| 6,339,729             | 4,337,284    | 68.41%              | 4,306,520           | 30,764              |

## تركيبة المقاعد للكنيست ال 21
(القوائم التي اجتازت نسبة الحسم والبالغة 3.25%)
| اسم الحزب                                                                           | المقاعد |
| يسرائيل بيتينو (إسرائيل بيتنا) برئاسة أفيغادور ليبرمان                              | 5       |
| الليكود بقيادة بنيامين نتنياهو لرئاسة الحكومة                                       | 35      |
| ميرتس – اليسار الإسرائيلي                                                           | 4       |
| حزب العمل برئاسة آفي غباي                                                           | 6       |
| الجبهة الديمقراطية للسلام والمساواة والحركة العربية للتغيير                         | 6       |
| كولانو – اليمين العاقل برئاسة موشيه كحلون                                           | 4       |
| أزرق أبيض برئاسة بيني غانتس ويائير لبيد                                             | 35      |
| شاس اتحاد اليهود السفاراديم (الشرقيين) المحافظين على التوراة برئاسة اريه مخلوف درعي | 8       |
| اتحاد أحزاب اليمين – البيت اليهودي، الاتحاد الوطني، قوة يهودية                      | 5       |
| القائمة العربية الموحدة – التجمع الوطني الديمقراطي                                  | 4       |
| يهدوت هتوراة وهشابات أغودات يسرائيل – ديغل هتوراة                                   | 8       |

## معطيات اساسية[3]
| ميزانية لجنة الانتخابات المركزية للكنيست الحادية والعشرين، للسنة المالية 2019                        | 283 مليون شيكل |
| عدد أصحاب حق الاقتراع                                                                                | 6339279        |
| عدد صناديق الاقتراع العادية في أنحاء البلاد                                                          | 10471          |
| عدد صناديق الاقتراع في المستشفيات                                                                    | 191            |
| عدد صناديق الاقتراع في السجون والمعتقلات                                                             | 58             |
| إجمالي صناديق الاقتراع في أنحاء البلاد                                                               | 10720          |
| عدد صناديق الاقتراع في البعثات الدبلوماسية والقنصلية في الخارج (تاريخ التصويت في الخارج – 2019/3/28) | 96             |
| صناديق اقتراع مخصصة لمحدودي الحركة في أنحاء البلاد                                                   | 2189           |
| إجمالي صناديق الاقتراع المخصصة لمحدودي الحركة في أنحاء البلاد                                        | 3949           |

## الخلفية
يقف في خلفية الإعلان عن هذه الانتنخابات المبكرة، عدة احداث متزامنة، اولها اعلان وزير الدفاع الإسرائيلي أفيغادور ليبرمان في نوفمبر 2018 عن استقالته من حكومة نتنياهو، مما اخفض عدد أعضاء الائتلاف بقيادة الليكود إلى 61 مقعد من اصل 120، مما ادى إلى اضعاف ثباتها. من جانب اخر، فشل نتنياهو من تمرير قانون تجنيد اليهود المتدينين، بعد ان أعلن حزب «هناك مستقبل» بقيادة يائير لبيد عن عدم نيته التصويت لصالح القانون، وتهديد الاحزاب الدينية باسقاط الحكومة. عامل ثالث هو تخوف نتنياهو حسب اعتقاد المحللين من اقتراب موعد الإعلان عن تقديم لوائح اتهام بحقه في أربعة ملفات فساد، رشوة وخيانة الامانة، التي تم الكشف عنها في السنوات الاخيرة.
ويرى عدد من الخبراء ان قرار نتنياهو حل الكنيست وتبكير الانتخابات جاء لحث إدارة ترامب على تأجيل الكشف عن خطة السلام الأمريكية المسماة صفقة القرن.

## النظام الانتخابي
يتم انتخاب 120 مقعدًا في الكنيست عن طريق التمثيل النسبي للّائحة المغلقة في دائرة انتخابية واحدة على مستوى البلاد. الحد الانتخابي للانتخابات هو 3.25٪. في معظم الحالات، يتضمن هذا الحد الأدنى لحجم الأطراف من أربعة مقاعد، ولكن في بعض الحالات، يمكن أن ينتهي الأمر بالحزب بثلاثة مقاعد.

## القوائم المتنافسة
| الرمز            | اسم الحزب                                                                       |
| ل                | يسرائيل بيتينو (إسرائيل بيتنا) برئاسة أفيغادور ليبرمان                          |
| م ح ل            | الليكود بقيادة بنيامين نتنياهو لرئاسة الحكومة                                   |
| م ر ص            | ميرتس – اليسار الإسرائيلي                                                       |
| أ م ت            | حزب العمل برئاسة آفي غباي                                                       |
| ن/ي ن            | اليمين الجديد برئاسة شاكيد وبينيت                                               |
| و/ع              | الجبهة الديمقراطية للسلام والمساواة والحركة العربية للتغيير                     |
| ك                | كولانو – اليمين العاقل برئاسة موشيه كحلون                                       |
| ف ه              | أزرق أبيض برئاسة بيني غانتس ويائير لبيد                                         |
| ش س              | اتحاد اليهود السفاراديم (الشرقيين) المحافظين على التوراة برئاسة اريه مخلوف درعي |
| ط ب              | اتحاد أحزاب اليمين – البيت اليهودي، الاتحاد الوطني، قوة يهودية                  |
| ن ر              | جيشر (جسر) برئاسة أورلي ليفي أبكسيس                                             |
| ض ع م            | الموحدة – التجمع                                                                |
| ج                | يهدوت هتوراة وهشابات أغودات يسرائيل – ديغل هتوراة                               |
| ع/ر/ن خ          | القائمة العربية                                                                 |
| ن ي/ز ن/ ي ق/ي خ | "سوية" برئاسة يوم طوف ساميا                                                     |
| ي ن/ق ن          | اتحاد الحلفاء                                                                   |
| خ ق              | الأمل للتغيير                                                                   |
| خ ن/خ ف          | أفق جديد بكرامة                                                                 |
| خ ي              | الصهيونية الجديدة – حزب الشعب                                                   |
| ز خ              | يحاد (معًا) برئاسة إيلي يشاي                                                     |
| ز ص              | أورن حزان برئاسة تسوميت                                                         |
| ز ي              | حزب المواطنين المسنين                                                           |
| ز/ي ز            | زيهوت (هوية) – حركة إسرائيلية يهودية بقيادة موشيه فيغلين                        |
| ص ز              | حل لغزة                                                                         |
| ص ق/ز خ/ق ن/ق ف  | العدالة الاجتماعية                                                              |
| ص ن/ص ف          | أخي إسرائيلي برئاسة عدينا بار شالوم                                             |
| ص ي              | أنا وأنت – حزب الشعب الإسرائيلي بقيادة الدكتور ألون جلعادي                      |
| ص/ق/ي/ز خ        | دعم تضامن بدون حدود                                                             |
| ف خ              | تربية                                                                           |
| ف ز/ز ن          | القراصنة برئاسة الإنترنت بطاقة اقتراع                                           |
| ف ص/ن/ي          | ن نح – القائمة الرسمية – ارفعوا الرأس عاليًا                                     |
| ف ن/ص ن          | سواسية                                                                          |
| ف ي              | حب ببساطة                                                                       |
| ق ف/ن ص/ن ي/ق ن  | كل إسرائيل إخوة والتحرك قدما لإسرائيل                                           |
| ق ي/ق م/ق        | من أجل المواطنين من الدرجة الثانية                                              |
| ق/ص              | العدالة للجميع                                                                  |
| قن               | من البداية                                                                      |
| ك ن/زخ/ي         | بريت عولام (حلف أبدي)                                                           |
| ن خ/ح/ق/ ح ق     | حزب الإصلاحات                                                                   |
| ن ز              | حقوقنا بصوتنا                                                                   |
| ن ص/ز ي ق/ق ن    | ماغين (درع) برئاسة غال هيرش                                                     |
| ن ن              | القيادة الاجتماعية                                                              |
| ن/ف ق/ي          | بيتاح – الضمان الاجتماعي برئاسة ساميون غيرفمان                                  |
| وخ/ن ف           | كرامة الإنسان                                                                   |
| ي ز/ق/ص          | كيتس (نهاية)                                                                    |
| ي ص/ق ز          | المسؤولية عن المؤسسين – برئاسة حاييم ديان                                       |
| ي/ن ق/ق ن        | يشار                                                                            |

## فصائل البرلمان في الكنيست ال 20
يسرد الجدول أدناه الفصائل البرلمانية الممثلة في الكنيست العشرين.
| اسم | اسم                    | أيديولوجية                                                                       | زعيم            | 2015 النتيجة | 2015 النتيجة | المقاعد الحالية |
| اسم | اسم                    | أيديولوجية                                                                       | زعيم            | الأصوات (٪)  | مقاعد        | المقاعد الحالية |
| --- | ---------------------- | -------------------------------------------------------------------------------- | --------------- | ------------ | ------------ | --------------- |
|     | الليكود                | المحافظة، المحافظة الوطنية، الليبرالية الوطنية، الليبرالية الاقتصادية، الصهيونية | بنيامين نتنياهو | 23.40٪       | 30 / 120     | 30 / 120        |
|     | العمل                  | الليبرالية الاجتماعية، التقدمية، العمل الصهيونية                                 | آفي غاباي       | 18.67٪ أ     | 18 / 120     | 19 / 120        |
|     | القائمة المشتركة       | مصالح عربية إسرائيلية، خيمة كبيرة، مناهضة للصهيونية، غير صهيونية                 | ايمن عودة       | 10.54٪ ب     | 11 / 120     | 12 / 120        |
|     | يش عتيد                | الصهيونية الليبرالية، العلمانية، المركزية                                        | يائير لابيد     | 8.81٪        | 11 / 120     | 11 / 120        |
|     | حزب كولانو             | الليبرالية الاجتماعية، حماية المستهلك، الصهيونية الليبرالية                      | موشيه كاهلون    | 7.49٪        | 10 / 120     | 10 / 120        |
|     | البيت اليهودي          | الصهيونية الدينية، القومية الدينية، المحافظة الدينية، مصالح المستوطنين           | TBA             | 6.74٪        | 8 / 120      | 5 / 120         |
|     | شاس                    | الشعبوية، السفارديم والمصالح مزراحي، Halacha الأرثوذكسية، المحافظة الدينية       | آريه درعي       | 5.73٪        | 7 / 120      | 7 / 120         |
|     | يهودية التوراة المتحدة | اهتمامات أشكنازي / الحريديم، هالاتشا الأرثوذكسية، المحافظة الدينية               | يعقوب ليتزمان   | 5.03٪        | 6 / 120      | 6 / 120         |
|     | يسرائيل بيتينو         | مصالح المتحدثين الروس، المحافظة الوطنية                                          | افيغدور ليبرمان | 5.11٪        | 6 / 120      | 5 / 120         |
|     | ميرتس                  | الديمقراطية الاجتماعية، والسياسة الخضراء                                         | تمار زاندبرج    | 3.93٪        | 5 / 120      | 5 / 120         |
|     | هتنوعا                 | صهيونية ليبرالية، بيئية، علمانية، دولتين لشعبين، الطريق الثالث                   | تسيبي ليفني     | 18.67٪ أ     | 6 / 120      | 5 / 120         |
|     | جديد صحيح              | الصهيونية، المحافظة الوطنية، حل الدولة الواحدة، هيلوني والوحدة الدينية           | نفتالي بينيت    | N/A          | N/A          | 3 / 120         |
|     | تعال                   | القومية العربية، المصالح العربية الإسرائيلية، العلمانية، مناهضة الصهيونية        | احمد الطيبي     |              | 2 / 120      | 1 / 120         |
|     | مستقل                  |                                                                                  | أورلي ليفي      | N/A          | N/A          | 1 / 120         |